# Parque Estadual do Mirador
O Parque Estadual do Mirador é uma unidade de conservação brasileira localizada no município de Mirador, estado do Maranhão, região Nordeste do Brasil. É a maior unidade de conservação de proteção integral do estado, com área total de 766.781,90 hectares.

## História

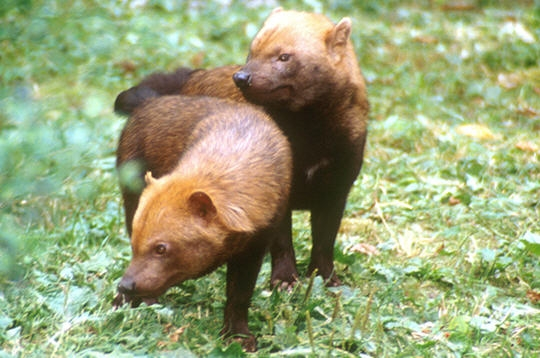
O cachorro-do-mato-vinagre é uma das espécies que habitam Mirador.

Situado próximo às nascentes dos rios Alpercatas e Itapecuru, Mirador foi criado pela lei n° 7.641, de 4 de junho de 1980. O parque engloba em torno de 60% do município de Mirador, um dos maiores do estado.

## Características geográficas
O Parque Estadual do Mirador se localiza no centro-sul do Maranhão, na microrregião das Chapadas do Alto Itapecuru.
O parque é circundado pelos municípios de Mirador, Formosa da Serra Negra, Loreto, São Felix de Balsas, São Domingos do Azeitão, Sambaíba e Fernando Falcão.
Também se localizam nas proximidades do parque as Terras Indígenas: a TI Kanela e a TI Kanela/Memortumré (habitadas pelo povo Canela Ramkokamekrá) e a TI Porquinhos dos Canela-Apänjekra (onde vivem os Canela Apanyekrá). Tais áreas formam o segundo maior bloco de Cerrado protegido do Brasil. 

### Relevo e pedologia
A geomorfologia da área faz parte da bacia sedimentar do Parnaíba, sob influência dos chapadões, chapadas, como as serras da Crueira, Itapecuru e Alpercatas.
A Serra do Itapecuru apresenta forma alongada, com cerca de 100 km de extensão na direção WSW-ENE e 45 km de largura, com altitudes máximas de 660 metros.
A região apresenta latossolos vermelho-amarelo, com textura argilosa nos topos e médias nos  vales, associados a areias quartzosas e solos litólicos, pedregosos e rochosos situados nas encostas.

### Hidrografia
No parque estão localizadas: a nascente do rio Alpercatas (um dos principais afluentes do rio Itapecuru), na parte oeste do parque: e a nascente do rio Itapecuru, um dos maiores e mais importantes rios do estado, nascendo no sistema formado pelas Serras de Crueira, Itapecuru e Alpercatas e que percorre cerca de 1.050 km no leste do Maranhão até sua foz na baía do Arraial ao sul da ilha de Upaon-Açu. 

### Clima
O clima da região do parque é o tropical seco e sub-úmido, registrando precipitação pluviométrica anual de cerca de 1200 mm. 
A média das temperaturas máximas varia de 31,4°C a 33°C e das mínima 19,5° a 21°C.

## Biodiversidade
O Parque se constitui num hotspot da biodiversidade do Cerrado, tanto pelo tamanho e localização, como pela quantidade e variedade de espécies, sendo uma área-chave para a conservação da biodiversidade.
Entre as diversas fisionomias da unidade estão: Cerrado Típico, Cerrado Ralo, Cerradão, Campo Úmido, Chapadões e Mata de Galeria.

### Flora

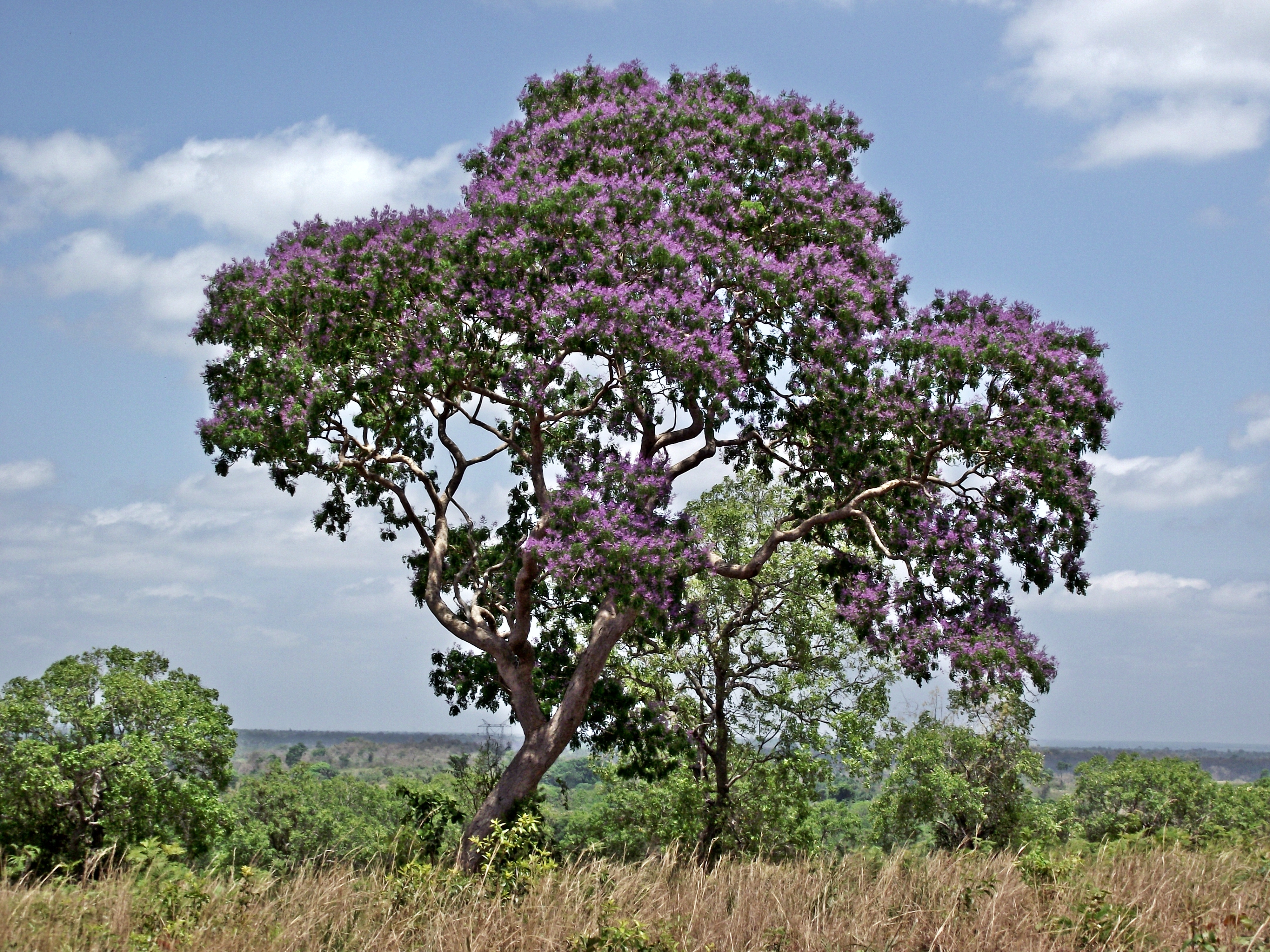
A sucupira do cerrado.

Entre as espécies vegetais do cerrado encontradas no parque estão: 
- o gonçalo-alves (Astronium fraxinifolium), o ipê (Tabebuia aurea e Tabebuia roseoalba), pau-terra (Qualea parviflora e Qualea grandiflora), carvoeiro (Sclerolobium paniculatum), sucupira-branca (Pterodon emarginatus), piqui (Caryocar coreaceum), aroeira (Myracrodruon urundeuva), o tingui (Magonia pubescens), a sambaíba (Davilla kunthii e Davilla aymardii);
- palmeiras como o babaçu (Attalea speciosa) e o buriti (Maurita flexuosa);
- árvores frutíferas como o bacuri (Platonia insignis), o murici (Byrsonima crassifolia), o araçá (Psidium Pohlianum), o jenipapo (Tocoyena formosa), croada ou puça-de-tampa (Mouriri ellipitica), caigateira (Eugenia dysenterica), a mangabeira (Hancornia speciosa) e o cajueiro (Anacardium occidentale);
- e medicinais como a sucupira (Bowdichia virgilioides), o manacá (Spiranthera odoratissima), fava-d'anta (Dimorphandra gardeneriana), massaranduba ou curriola (Pouteria ramiflora), lixeira ou cajueiro-bravo-do-campo (Curatella americana), jatobá (Hymenaea courbaril), dentre diversas outras.[9][6][8]

### Fauna
A fauna é variada e de extrema importância para o ecossistema da região, e entre as várias espécies pode-se destacar urubu-rei (Sarcoramphus papa), lobo-guará (Chrysocyon brachyurus), veado-campeiro (Ozotoceros bezoarticus), tamanduá-bandeira (Myrmecophaga tridactyla) e cachorro-do-mato-vinagre (Speothos venaticus). O parque é também habitat do gato-palheiro (Leopardus colocolo), espécie que corre algum risco de extinção.
O gato-do-mato (Leopardus tigrinus) é uma das principais espécies do parque.

#### Ictiofauna
Em 2011, por meio de um projeto que teve como objetivo principal o levantamento da quantidade de tipos de peixes que ocorrem na rede hidrográfica do parque, foi revelado um número aproximado de 60 diferentes espécies, entre elas: jacundá (Crenicichla menezesi), mandi-mole (Pimelodella parnahybae), lampreia (Eigenmannia virescens), cascudo (Loricaria cataphracta), traíra (Hoplias malabaricus), muçum (Synbranchus marmoratus), acará (Aequidens tetramerus), ituí-cavalo (Apteronotus albifrons), tamatá (Megalechis thoracata), mandi-preto (Trachelyopterus galeatus), piau (Leporinus piau), dentre outras. 

### Ameaças
A caça ilegal e a falta de fiscalização é uma das principais ameaças à fauna da unidade de conservação, tornando algumas espécies localmente extintas, como o queixada e o tatu-canastra.
O desmatamento e as queimadas também representam um risco à conservação do parque. Entre 1 de janeiro a 18 de outubro de 2020, houve 111.350 hectares de área queimada de acordo com o Sistema Alarmes. A ausência de um Plano de Manejo e Conselho Gestor dificultam a implementação de medidas mais efetivas para a conservação do do Parque Estadual de Mirador. 
O parque também é foco de questões fundiárias, com propriedades privadas localizadas no seu interior, invasões e falta de titulação de comunidades tradicionais que lá vivem desde antes da criação da unidade.
O MATOPIBA tem sido considerado a nova fronteira agrícola do Brasil por ainda possuir a maior área natural de cerrado, tendo o sul do estado atraído diversos empresários do setor agrícola. No entanto vastas áreas de cerrados estão dando lugar a grandes plantações de monoculturas, como a soja e o milho, causando impactos ambientais e deteriorando a biodiversidade do bioma e da região.

## Administração
Mirador é administrado pelo estado, por meio da Superintendência de Biodiversidade e Áreas Protegidas da Secretaria de Estado do Meio Ambiente e Recursos Naturais (Sema). Até 2015, havia uma gestão compartilhada com a ONG Pro-Vida Brasil. Com o fim do contrato, ambientalistas entendem que houve um retrocesso na conservação ambiental.
Em 2005, uma megaoperação foi organizada para a retirada de cerca de nove mil cabeças de gado da área. Tal operação envolveu técnicos e agentes ambientais da Sema, policiais do Batalhão de Polícia Ambiental (BPA) e guardas do parque da Coopermira.
Em setembro de 2003, foi implantado o Programa de Educação Ambiental do Parque Estadual do Mirador, cujo foco é, sobretudo, a conscientização ecológica de crianças e jovens.